# Хороброво (платформа)
Хо́роброво (бел. Хорабрава) — железнодорожный остановочный пункт Минского отделения Белорусской железной дороги на линии Минск — Орша. Расположен на западной окраине деревни Старое Хороброво Оршанского района Витебской области, между остановочным пунктом Веровойша и станцией Орша-Центральная на перегоне Коханово — Орша-Центральная.

## История
Остановочный пункт под названием Пост № 5 был построен и введён в эксплуатацию в 1951 году на железнодорожной магистрали Москва — Минск — Брест, в 1966 году получил своё современное название. В 1981 году остановочный пункт был электрифицирован переменным током (~25 кВ) в составе участка Борисов — Орша-Центральная.

## Инфраструктура
Через остановочный пункт проходят два магистральных пути. Станция представляет собою две боковые платформы прямой формы, имеющие длину по 208 метров каждая. Пересечение железнодорожных путей осуществляется по единичному наземному пешеходному переходам, который оснащён предупреждающими плакатами и фактически совмещён с автомобильным железнодорожным переездом, оснащённому шлагбаумами и светофорами. Пассажирский павильон расположен на платформе в направлении Орши, билетная касса на остановочном пункте имеется, однако продажа билетов не осуществляется.

## Пассажирское сообщение
Ежедневно через остановочный пункт проходят и останавливаются электропоезда региональных линий эконом-класса (пригородные электрички), следующие до станций расположенных в Минске: Минск-Пассажирский, Минск-Восточный, о.п. Институт культуры (5-6 рейсов в день). До станции Орша-Центральная отправляются 5 рейсов электропоездов в сутки. Интервал между отправлениями составляет от 2-х до 4-х часов, время в пути до Орши составляет 8 минут, до станции Минск-Пассажирский — в среднем 3 часа 49 минут.
В 300 метрах севернее от выхода с платформ расположена остановка общественного транспорта пригородного сообщения, с которой ежедневно отправляются автобусные маршруты до Орши, агрогородка Смольяны и деревни Шибеки. Автобусы совершают от 6 шести (по будням) до 9 (по выходным) рейсов в сутки. Средний интервал между рейсами составляет 120 минут.